# Бернар Ландрі
Бернар Ландрі (фр. Bernard Landry; 9 березня 1937, Сен-Жакоб, Квебек, Канада — 6 листопада 2018) — канадський політик, прем'єр-міністр Квебеку від Квебекської партії (2001—2003).

## Біографія
Навчався у Монреальському університеті на юридичному факультеті, потім на економічному. Продовжив навчання в Інституті громадських досліджень у Парижі.
Спочатку працював високопосадовцем у міністерстві природних ресурсів. З 1970 р. брав участь у діяльності Квебецької партії. 1974 р. вперше обраний до Національної асамблеї Квебеку. У 1977 р. увійшов до складу уряду Рене Левека на посаді міністра закордонних справ, а згодом — міністра економічного розвитку. В уряді П. М. Джонсона був міністром фінансів, також обіймав низку інших постів.
Вважався одним із найбільш здібних адміністраторів. У 2001 р. очолив Квебецьку партію і став новим прем'єр-міністром Квебека після відходу Л. Бушара, якого критикували за недостатню підтримку квебецького сепаратизму та поміркованість. Висунув нову концепцію руху Квебеку до незалежності, пропонував далекосяжні зміни федерального законодавства для того, щоб збільшити роль провінційних урядів і перетворити Канаду на конфедерацію на кшталт Євросоюзу. Свої ідеї виклав у книзі «Комерція без кордонів» (Commerce sans frontières).
У 2005 році через два роки після того, як його партія програла вибори квебецьким лібералам, залишив пост лідера партії.
Ландрі помер 6 листопада 2018 року у віці 81 рік.